# Miraumont
Miraumont település Franciaországban, Somme megyében. Lakosainak száma 630 fő (2022. január 1.). Miraumont Courcelette, Grandcourt, Achiet-le-Petit, Bucquoy, Puisieux, Irles és Pys községekkel határos.

## Népesség
A település népességének változása:
| Lakosok száma | 682  | 675  | 685  | 664  | 658  | 655  | 649  | 639  | 630  |
|               | 2013 | 2015 | 2016 | 2017 | 2018 | 2019 | 2020 | 2021 | 2022 |